# Limuzína

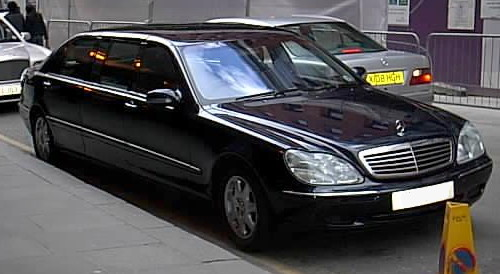
Limuzína Mercedes-Benz třídy S

Limuzína je zpravidla čtyř- až šestidveřový automobil s tříprostorovou karoserií s prostorem pro 6 až 9 cestujících s pevnou střechou. Prostor pro cestující je zpravidla oddělen mezistěnou od prostoru řidiče umístěnou za přední řadou sedadel. Největší sériově vyráběnou evropskou limuzínou je Mercedes 600 Pullman.